# 日野郡

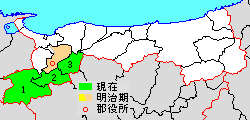
鳥取県日野郡の位置（1.日南町 2.日野町 3.江府町 薄黄：後に他郡に編入された区域）

- 令制国一覧 > 山陰道 > 伯耆国 > 日野郡
- 日本 > 中国地方 > 鳥取県 > 日野郡

日野郡（ひのぐん）は、鳥取県（伯耆国）の郡。
人口8,486人、面積599.46km²、人口密度14.2人/km²。（2025年4月1日、推計人口）
以下の3町を含む。
- 日南町（にちなんちょう）
- 日野町（ひのちょう）
- 江府町（こうふちょう）

## 郡域
1879年（明治12年）に行政区画として発足した当時の郡域は、上記3町に西伯郡伯耆町の大部分（福岡原および岸本、金廻、吉定、上細見、小野以西を除く）を加えた区域にあたる。

## 歴史
『和名抄』は葉侶（よころ・はろ）、野上、神戸（かんべ）、阿太、武庫（むこ）、日野の6郷が記載されている。

### 近世以降の沿革
- 明治初年時点で、概ね全域が因幡鳥取藩領であった。「旧高旧領取調帳」に記載されている村は以下の通り。●は村内に寺社領が存在。◎は全域が寺社領（大山寺領）。（8宿174村）

宇代村、中祖村、荘村、古市村、父原村、●三部村、福吉村、福島村、船越村、藤屋村、須鎌村、上名村、焼杉村、●二部宿、畑中村、郷原村、池田村、下代村、上代村、久住村、下黒坂村、黒坂宿、●横手村、下菅村、中菅村、上菅村、畑村、小河内村、楢原村、荒神原村、粟谷村、印賀原村、井原村、本山村、菅沢村、大宮宿、榎垣内村、宝谷村、折渡村、砺波村、大菅村、上阿毘縁村、下阿毘縁村、矢原村、細屋村、大内谷村、潤谷村、狩屋原村、小濁村、大戸村、狩場村、阿太上村、二部村、見田村、佐木谷村、尾郷村、下多田村、葉侶村、坊村、水谷村、日谷村、●影村、大原村（現・日南町笠木）、鉄穴内村、小雀村、山裏村、●西村、矢戸村、小原村、霞村、●生山村、桜子村、糠庄村、村尾村、法道寺村、大森村、東村、河上村、萩原村、河本村、上萩山村、多里宿、新屋村、中園村、野組村、湯谷村、大坂村（現・日南町）、上坂村、井原村、中野村、高代村、神戸村、飛時原村、宮田村、白谷村、無坂村、立岩村、塚原村、下石見村、大原村（日南町花口）、銀山村、郡家村、友広村、是次村、宗金村、駒崎村、月瀬村、下道場村、山根村、神戸上村、石原村、花口村、小原村、別所村（現・日野町）、榎市村、渡村、安原村、●下榎村、津地村、野田村、漆原村、●根雨宿、濁谷村、門谷村、秋縄村、三土村、●板井原宿、●金持村、高尾村、●舟場村、三谷村、貝原村、下安井村、洲河崎村、半ノ上村、●武庫村、●俣野村、福谷村、助沢村、下蚊屋村、無用村、栗尾村、杉谷村、貝田村、●宮市村、●江尾宿、久連村、小江尾村、●佐川村、柿原村、根雨原村、白水村、大坂村（現・西伯郡伯耆町）、末鎌村、福永村、大倉村、●宮原村、谷川村、長山村、溝口宿、大江村、上野村、清山村、原村、須村、真野村、大原村（現・西伯郡伯耆町）、番原村、久古村、別所村（現・西伯郡伯耆町）、◎御机村、◎大河原村、◎栃原村、◎大滝村、◎吉原村、◎大内村、◎岩立村、◎添谷村、◎富江村、◎金屋谷村、◎小林村、◎丸山村
- 明治4年7月14日（1871年8月29日） - 廃藩置県により鳥取県の管轄となる。
- 明治9年（1876年）8月21日 - 第2次府県統合により島根県の管轄となる。
- 明治10年（1877年） - 下記の町村の統合が行われる。（8宿113村）

- 福居村 ← 藤屋村、須鎌村、上名村
- 中畑村 ← 中菅村、畑村
- 福長村 ← 楢原村、粟谷村、印賀原村、井原村
- 印賀宿 ← 大宮宿、榎垣内村
- 阿毘縁村 ← 大菅村、上阿毘縁村
- 茶屋村 ← 矢原村、細屋村、大内谷村、大戸村
- 福寿実村 ← 潤谷村、狩屋原村、小濁村
- 福万来村 ← 狩場村、二部村、見田村、尾郷村、下多田村、葉侶村
- 笠木村 ← 坊村、水谷村、日谷村、影村、大原村（現・日南町）、鉄穴内村、小雀村、山裏村
- 三栄村 ← 糠庄村、村尾村、法道寺村
- 宮内村 ← 西村、東村

- 湯河村 ← 河本村、湯谷村
- 豊栄村 ← 大坂村（現・日南町）、上坂村
- 神福村 ← 井原村、中野村、神戸村、飛時原村
- 福塚村 ← 高代村、宮田村、白谷村
- 上野村 ← 無坂村、立岩村、塚原村
- 上石見村 ← 駒崎村、月瀬村、下道場村、山根村
- 中石見村 ← 銀山村、郡家村、友広村、是次村、宗金村
- 本郷村 ← 渡村、漆原村
- 美用村 ← 無用村、栗尾村
- 福兼村 ← 末鎌村、福永村
- 清原村 ← 清山村、原村

- 横手村が黒坂宿に、荒神原村が上菅村に、本山村が菅沢村に、砺波村が下阿毘縁村に、阿太上村が宝谷村に、小原村・桜子村が霞村に、中園村・野組村が新屋村に、大原村（現・日南町花口）が花口村に、石原村が神戸上村に、半ノ上村が武庫村に、福谷村が俣野村にそれぞれ合併。
- 2ヶ所存在した別所村が奥別所村（現・日野町）、口別所村（現・西伯郡伯耆町）にそれぞれ改称。

- 明治11年（1878年）（8宿110村）
  - 畑中村・池田村が合併して畑池村となる。
  - 郷原村・下代村・上代村が合併して福岡村となる。
- 明治12年（1879年）
  - 1月12日 - 郡区町村編制法の島根県での施行により行政区画としての日野郡が発足。郡役所が二部宿に設置。
  - 大森村が矢戸村に合併。（8宿109村）
- 明治14年（1881年）
  - 9月12日 - 鳥取県の管轄となる。
  - 上野村が改称して三吉村となる。

### 町村制以降の沿革

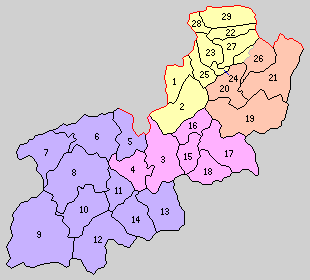
1.野上村 2.二部村 3.黒坂村 4.菅福村 5.菅沢村 6.印賀村 7.阿毘縁村 8.山上村 9.多里村 10.宮内村 11.霞村 12.福栄村 13.福成村 14.石見村 15.渡村 16.安井村 17.根雨村 18.真住村 19.神奈川村 20.江尾村 21.米沢村 22.金岩村 23.溝口村 24.栄村 25.旭村 26.米原村 27.金沢村 28.日吉村 29.吉寿村（紫：日南町 桃：日野町 橙：江府町 黄：西伯郡伯耆町）

- 明治22年（1889年）10月1日 - 町村制の施行により、以下の各村が発足。（29村）
  - 野上村 ← 三部村、福吉村、福島村、船越村、福居村、焼杉村（現・西伯郡伯耆町）
  - 二部村 ← 二部宿、畑池村、福岡村（現・西伯郡伯耆町）
  - 黒坂村 ← 下黒坂村、黒坂宿、久住村、中畑村、下菅村、小河内村（現・日野町）
  - 菅福村 ← 上菅村、福長村（現・日野町）
  - 菅沢村（単独村制）（現・日南町）
  - 印賀村 ← 印賀宿、宝谷村、折渡村（現・日南町）
  - 阿毘縁村 ← 下阿毘縁村、阿毘縁村（現・日南町）
  - 山上村 ← 茶屋村、笠木村、福寿実村、福万来村、佐木谷村（現・日南町）
  - 多里村 ← 多里宿、湯河村、萩原村、上萩山村、新屋村（現・日南町）
  - 宮内村 ← 河上村、宮内村、矢戸村、三栄村（現・日南町）
  - 霞村 ← 霞村、生山村（現・日南町）
  - 福栄村 ← 豊栄村、福塚村、神福村（現・日南町）
  - 福成村 ← 神戸上村、花口村（現・日南町）
  - 石見村 ← 上石見村、中石見村、下石見村、三吉村（現・日南町）
  - 渡村 ← 小原村、奥別所村、榎市村、本郷村（現・日野町）
  - 安井村 ← 下榎村、津地村、野田村、舟場村、安原村（現・日野町）
  - 根雨村 ← 板井原宿、金持村、高尾村、根雨宿、三谷村、貝原村（現・日野町）
  - 真住村 ← 三土村、秋縄村、門谷村、濁谷村（現・日野町）
  - 神奈川村 ← 下安井村、洲河崎村、武庫村、俣野村（現・江府町）
  - 江尾村 ← 江尾宿、小江尾村、久連村、佐川村、柿原村（現・江府町）
  - 米沢村 ← 御机村、下蚊屋村、助沢村、美用村、杉谷村、貝田村、宮市村（現・江府町）
  - 金岩村 ← 岩立村、金屋谷村（現・西伯郡伯耆町）
  - 溝口村 ← 大倉村、上野村、長山村、大江村、谷川村、溝口宿、宮原村（現・西伯郡伯耆町）
  - 栄村 ← 白水村、根雨原村（現・西伯郡伯耆町）
  - 旭村 ← 父原村、荘村、中祖村、宇代村、古市村（現・西伯郡伯耆町）
  - 米原村 ← 大河原村、吉原村（現・江府町）、栃原村、大滝村（現・西伯郡伯耆町）
  - 金沢村 ← 大坂村、富江村、福兼村、添谷村、大内村（現・西伯郡伯耆町）
  - 日吉村 ← 清原村、番原村、久古村、口別所村、会見郡福岡村（現・西伯郡伯耆町）
  - 吉寿村 ← 丸山村、小林村、大原村、真野村、須村（現・西伯郡伯耆町）
- 明治29年（1896年）9月1日 - 郡制を施行。
- 明治45年／大正元年（1912年）
  - 1月1日 - 日吉村・吉寿村が合併して八郷村が発足。（28村）
  - 12月28日 - 福成村・石見村が合併し、改めて石見村が発足。（27村）
- 大正2年（1913年）
  - 9月1日 - 渡村・安井村が合併して日野村が発足。（26村）
  - 10月17日（1町23村）
    - 黒坂村・菅福村が合併し、改めて黒坂村が発足。
    - 根雨村・真住村が合併して根雨町が発足。
- 大正3年（1914年）2月1日 - 金岩村・溝口村・栄村が合併し、改めて溝口村が発足。（1町21村）
- 大正6年（1917年）12月1日 - 菅沢村・印賀村が合併して大宮村が発足。（1町20村）
- 大正7年（1918年）4月1日 - 米原村・金沢村が合併して日光村が発足。（1町19村）
- 大正10年（1921年）12月1日（1町17村）
  - 二部村・野上村が合併し、改めて二部村が発足。
  - 霞村・宮内村が合併して日野上村が発足。
- 大正12年（1923年）4月1日 - 郡会が廃止。郡役所は存続。
- 大正15年（1926年）7月1日 - 郡役所が廃止。以降は地域区分名称となる。
- 昭和6年（1931年）10月1日 - 溝口村・旭村が合併して溝口町が発足。（2町15村）
- 昭和10年（1935年）時点での当郡の面積は725.75平方km、人口は37,874人（男18,833人・女19,041人）[1]。
- 昭和11年（1936年）1月1日 - 黒坂村が町制施行して黒坂町となる。（3町14村）
- 昭和22年（1947年）10月1日 - 江尾村が町制施行して江尾町となる。（4町13村）
- 昭和28年（1953年）
  - 6月1日 - 江尾町・神奈川村・米沢村が合併して江府町が発足。（4町11村）
  - 10月1日 - 根雨町・日野村が合併し、改めて根雨町が発足。（4町10村）
- 昭和29年（1954年）4月1日 - 溝口町・二部村および日光村の一部（栃原・大滝・大坂・富江・福兼・添谷・大内）が合併し、改めて溝口町が発足。日光村の残部（大河原・吉原）が江府町に編入。（4町8村）
- 昭和30年（1955年）
  - 3月31日 - 八郷村が西伯郡大幡村および幡郷村の一部（小野・小町・金廻・大殿・坂長・岩屋谷）と合併して西伯郡岸本町が発足し、郡より離脱。（4町7村）
  - 5月20日 - 日野上村・山上村が合併して伯南町が発足。（5町5村）
  - 6月30日 - 大宮村・阿毘縁村が合併して高宮村が発足。（5町4村）
- 昭和34年（1959年）
  - 4月1日 - 伯南町・高宮村・多里村・石見村・福栄村が合併して日南町が発足。（5町）
  - 5月1日 - 根雨町・黒坂町が合併して日野町が発足。（4町）
- 昭和59年（1984年）5月1日 - 溝口町（みぞぐちちょう）が改称して溝口町（みぞくちちょう）となる。
- 平成17年（2005年）1月1日 - 溝口町が西伯郡岸本町と合併して西伯郡伯耆町が発足し、郡より離脱。（3町）

### 変遷表
| 明治以前     | 明治初年 - 明治22年    | 明治22年 10月1日 町村制施行 | 明治22年 - 大正15年      | 昭和元年 - 昭和25年         | 昭和26年 - 昭和30年                | 昭和31年 - 昭和64年                                               | 平成元年 - 現在                    | 現在          |
| ------------ | ---------------------- | --------------------------- | ------------------------ | --------------------------- | ---------------------------------- | ----------------------------------------------------------------- | ---------------------------------- | ------------- |
| 板井原宿     | 板井原宿               | 根雨村                      | 大正2年10月17日 根雨町   | 根雨町                      | 昭和28年10月1日 根雨町             | 昭和34年5月1日 日野町                                             | 日野町                             | 日野町        |
| 金持村       | 金持村                 | 根雨村                      | 大正2年10月17日 根雨町   | 根雨町                      | 昭和28年10月1日 根雨町             | 昭和34年5月1日 日野町                                             | 日野町                             | 日野町        |
| 高尾村       | 高尾村                 | 根雨村                      | 大正2年10月17日 根雨町   | 根雨町                      | 昭和28年10月1日 根雨町             | 昭和34年5月1日 日野町                                             | 日野町                             | 日野町        |
| 根雨宿       | 根雨宿                 | 根雨村                      | 大正2年10月17日 根雨町   | 根雨町                      | 昭和28年10月1日 根雨町             | 昭和34年5月1日 日野町                                             | 日野町                             | 日野町        |
| 三谷村       | 三谷村                 | 根雨村                      | 大正2年10月17日 根雨町   | 根雨町                      | 昭和28年10月1日 根雨町             | 昭和34年5月1日 日野町                                             | 日野町                             | 日野町        |
| 貝原村       | 貝原村                 | 根雨村                      | 大正2年10月17日 根雨町   | 根雨町                      | 昭和28年10月1日 根雨町             | 昭和34年5月1日 日野町                                             | 日野町                             | 日野町        |
| 三土村       | 三土村                 | 真住村                      | 大正2年10月17日 根雨町   | 根雨町                      | 昭和28年10月1日 根雨町             | 昭和34年5月1日 日野町                                             | 日野町                             | 日野町        |
| 秋縄村       | 秋縄村                 | 真住村                      | 大正2年10月17日 根雨町   | 根雨町                      | 昭和28年10月1日 根雨町             | 昭和34年5月1日 日野町                                             | 日野町                             | 日野町        |
| 門谷村       | 門谷村                 | 真住村                      | 大正2年10月17日 根雨町   | 根雨町                      | 昭和28年10月1日 根雨町             | 昭和34年5月1日 日野町                                             | 日野町                             | 日野町        |
| 濁谷村       | 濁谷村                 | 真住村                      | 大正2年10月17日 根雨町   | 根雨町                      | 昭和28年10月1日 根雨町             | 昭和34年5月1日 日野町                                             | 日野町                             | 日野町        |
| 小原村       | 小原村                 | 渡村                        | 大正2年9月1日 日野村     | 日野村                      | 昭和28年10月1日 根雨町             | 昭和34年5月1日 日野町                                             | 日野町                             | 日野町        |
| 榎市村       | 榎市村                 | 渡村                        | 大正2年9月1日 日野村     | 日野村                      | 昭和28年10月1日 根雨町             | 昭和34年5月1日 日野町                                             | 日野町                             | 日野町        |
| 別所村       | 明治10年 改称 奥別所村 | 渡村                        | 大正2年9月1日 日野村     | 日野村                      | 昭和28年10月1日 根雨町             | 昭和34年5月1日 日野町                                             | 日野町                             | 日野町        |
| 渡村         | 明治10年 本郷村        | 渡村                        | 大正2年9月1日 日野村     | 日野村                      | 昭和28年10月1日 根雨町             | 昭和34年5月1日 日野町                                             | 日野町                             | 日野町        |
| 漆原村       | 明治10年 本郷村        | 渡村                        | 大正2年9月1日 日野村     | 日野村                      | 昭和28年10月1日 根雨町             | 昭和34年5月1日 日野町                                             | 日野町                             | 日野町        |
| 下榎村       | 下榎村                 | 安井村                      | 大正2年9月1日 日野村     | 日野村                      | 昭和28年10月1日 根雨町             | 昭和34年5月1日 日野町                                             | 日野町                             | 日野町        |
| 津地村       | 津地村                 | 安井村                      | 大正2年9月1日 日野村     | 日野村                      | 昭和28年10月1日 根雨町             | 昭和34年5月1日 日野町                                             | 日野町                             | 日野町        |
| 野田村       | 野田村                 | 安井村                      | 大正2年9月1日 日野村     | 日野村                      | 昭和28年10月1日 根雨町             | 昭和34年5月1日 日野町                                             | 日野町                             | 日野町        |
| 舟場村       | 舟場村                 | 安井村                      | 大正2年9月1日 日野村     | 日野村                      | 昭和28年10月1日 根雨町             | 昭和34年5月1日 日野町                                             | 日野町                             | 日野町        |
| 安原村       | 安原村                 | 安井村                      | 大正2年9月1日 日野村     | 日野村                      | 昭和28年10月1日 根雨町             | 昭和34年5月1日 日野町                                             | 日野町                             | 日野町        |
| 黒坂宿       | 明治10年 黒坂宿        | 黒坂村                      | 大正2年10月17日 黒坂村   | 昭和11年1月1日 町制 黒坂町  | 黒坂町                             | 昭和34年5月1日 日野町                                             | 日野町                             | 日野町        |
| 横手村       | 明治10年 黒坂宿        | 黒坂村                      | 大正2年10月17日 黒坂村   | 昭和11年1月1日 町制 黒坂町  | 黒坂町                             | 昭和34年5月1日 日野町                                             | 日野町                             | 日野町        |
| 中菅村       | 明治10年 中畑村        | 黒坂村                      | 大正2年10月17日 黒坂村   | 昭和11年1月1日 町制 黒坂町  | 黒坂町                             | 昭和34年5月1日 日野町                                             | 日野町                             | 日野町        |
| 畑村         | 明治10年 中畑村        | 黒坂村                      | 大正2年10月17日 黒坂村   | 昭和11年1月1日 町制 黒坂町  | 黒坂町                             | 昭和34年5月1日 日野町                                             | 日野町                             | 日野町        |
| 下黒坂村     | 下黒坂村               | 黒坂村                      | 大正2年10月17日 黒坂村   | 昭和11年1月1日 町制 黒坂町  | 黒坂町                             | 昭和34年5月1日 日野町                                             | 日野町                             | 日野町        |
| 久住村       | 久住村                 | 黒坂村                      | 大正2年10月17日 黒坂村   | 昭和11年1月1日 町制 黒坂町  | 黒坂町                             | 昭和34年5月1日 日野町                                             | 日野町                             | 日野町        |
| 下菅村       | 下菅村                 | 黒坂村                      | 大正2年10月17日 黒坂村   | 昭和11年1月1日 町制 黒坂町  | 黒坂町                             | 昭和34年5月1日 日野町                                             | 日野町                             | 日野町        |
| 小河内村     | 小河内村               | 黒坂村                      | 大正2年10月17日 黒坂村   | 昭和11年1月1日 町制 黒坂町  | 黒坂町                             | 昭和34年5月1日 日野町                                             | 日野町                             | 日野町        |
| 上菅村       | 明治10年 上菅村        | 菅福村                      | 大正2年10月17日 黒坂村   | 昭和11年1月1日 町制 黒坂町  | 黒坂町                             | 昭和34年5月1日 日野町                                             | 日野町                             | 日野町        |
| 荒神原村     | 明治10年 上菅村        | 菅福村                      | 大正2年10月17日 黒坂村   | 昭和11年1月1日 町制 黒坂町  | 黒坂町                             | 昭和34年5月1日 日野町                                             | 日野町                             | 日野町        |
| 楢原村       | 明治10年 福長村        | 菅福村                      | 大正2年10月17日 黒坂村   | 昭和11年1月1日 町制 黒坂町  | 黒坂町                             | 昭和34年5月1日 日野町                                             | 日野町                             | 日野町        |
| 粟谷村       | 明治10年 福長村        | 菅福村                      | 大正2年10月17日 黒坂村   | 昭和11年1月1日 町制 黒坂町  | 黒坂町                             | 昭和34年5月1日 日野町                                             | 日野町                             | 日野町        |
| 印賀原村     | 明治10年 福長村        | 菅福村                      | 大正2年10月17日 黒坂村   | 昭和11年1月1日 町制 黒坂町  | 黒坂町                             | 昭和34年5月1日 日野町                                             | 日野町                             | 日野町        |
| 井原村       | 明治10年 福長村        | 菅福村                      | 大正2年10月17日 黒坂村   | 昭和11年1月1日 町制 黒坂町  | 黒坂町                             | 昭和34年5月1日 日野町                                             | 日野町                             | 日野町        |
| 霞村         | 明治10年 霞村          | 霞村                        | 大正10年12月1日 日野上村 | 日野上村                    | 昭和30年5月20日 伯南町             | 昭和34年4月1日 日南町                                             | 日南町                             | 日南町        |
| 小原村       | 明治10年 霞村          | 霞村                        | 大正10年12月1日 日野上村 | 日野上村                    | 昭和30年5月20日 伯南町             | 昭和34年4月1日 日南町                                             | 日南町                             | 日南町        |
| 桜子村       | 明治10年 霞村          | 霞村                        | 大正10年12月1日 日野上村 | 日野上村                    | 昭和30年5月20日 伯南町             | 昭和34年4月1日 日南町                                             | 日南町                             | 日南町        |
| 生山村       | 生山村                 | 霞村                        | 大正10年12月1日 日野上村 | 日野上村                    | 昭和30年5月20日 伯南町             | 昭和34年4月1日 日南町                                             | 日南町                             | 日南町        |
| 西村         | 明治10年 宮内村        | 宮内村                      | 大正10年12月1日 日野上村 | 日野上村                    | 昭和30年5月20日 伯南町             | 昭和34年4月1日 日南町                                             | 日南町                             | 日南町        |
| 東村         | 明治10年 宮内村        | 宮内村                      | 大正10年12月1日 日野上村 | 日野上村                    | 昭和30年5月20日 伯南町             | 昭和34年4月1日 日南町                                             | 日南町                             | 日南町        |
| 矢戸村       | 明治12年 矢戸村        | 宮内村                      | 大正10年12月1日 日野上村 | 日野上村                    | 昭和30年5月20日 伯南町             | 昭和34年4月1日 日南町                                             | 日南町                             | 日南町        |
| 大森村       | 明治12年 矢戸村        | 宮内村                      | 大正10年12月1日 日野上村 | 日野上村                    | 昭和30年5月20日 伯南町             | 昭和34年4月1日 日南町                                             | 日南町                             | 日南町        |
| 糠庄村       | 明治10年 三栄村        | 宮内村                      | 大正10年12月1日 日野上村 | 日野上村                    | 昭和30年5月20日 伯南町             | 昭和34年4月1日 日南町                                             | 日南町                             | 日南町        |
| 村尾村       | 明治10年 三栄村        | 宮内村                      | 大正10年12月1日 日野上村 | 日野上村                    | 昭和30年5月20日 伯南町             | 昭和34年4月1日 日南町                                             | 日南町                             | 日南町        |
| 法道寺村     | 明治10年 三栄村        | 宮内村                      | 大正10年12月1日 日野上村 | 日野上村                    | 昭和30年5月20日 伯南町             | 昭和34年4月1日 日南町                                             | 日南町                             | 日南町        |
| 河上村       | 河上村                 | 宮内村                      | 大正10年12月1日 日野上村 | 日野上村                    | 昭和30年5月20日 伯南町             | 昭和34年4月1日 日南町                                             | 日南町                             | 日南町        |
| 矢原村       | 明治10年 茶屋村        | 山上村                      | 山上村                   | 山上村                      | 昭和30年5月20日 伯南町             | 昭和34年4月1日 日南町                                             | 日南町                             | 日南町        |
| 細屋村       | 明治10年 茶屋村        | 山上村                      | 山上村                   | 山上村                      | 昭和30年5月20日 伯南町             | 昭和34年4月1日 日南町                                             | 日南町                             | 日南町        |
| 大内谷村     | 明治10年 茶屋村        | 山上村                      | 山上村                   | 山上村                      | 昭和30年5月20日 伯南町             | 昭和34年4月1日 日南町                                             | 日南町                             | 日南町        |
| 大戸村       | 明治10年 茶屋村        | 山上村                      | 山上村                   | 山上村                      | 昭和30年5月20日 伯南町             | 昭和34年4月1日 日南町                                             | 日南町                             | 日南町        |
| 坊村         | 明治10年 笠木村        | 山上村                      | 山上村                   | 山上村                      | 昭和30年5月20日 伯南町             | 昭和34年4月1日 日南町                                             | 日南町                             | 日南町        |
| 水谷村       | 明治10年 笠木村        | 山上村                      | 山上村                   | 山上村                      | 昭和30年5月20日 伯南町             | 昭和34年4月1日 日南町                                             | 日南町                             | 日南町        |
| 日谷村       | 明治10年 笠木村        | 山上村                      | 山上村                   | 山上村                      | 昭和30年5月20日 伯南町             | 昭和34年4月1日 日南町                                             | 日南町                             | 日南町        |
| 影村         | 明治10年 笠木村        | 山上村                      | 山上村                   | 山上村                      | 昭和30年5月20日 伯南町             | 昭和34年4月1日 日南町                                             | 日南町                             | 日南町        |
| 大原村       | 明治10年 笠木村        | 山上村                      | 山上村                   | 山上村                      | 昭和30年5月20日 伯南町             | 昭和34年4月1日 日南町                                             | 日南町                             | 日南町        |
| 鉄穴内村     | 明治10年 笠木村        | 山上村                      | 山上村                   | 山上村                      | 昭和30年5月20日 伯南町             | 昭和34年4月1日 日南町                                             | 日南町                             | 日南町        |
| 小雀村       | 明治10年 笠木村        | 山上村                      | 山上村                   | 山上村                      | 昭和30年5月20日 伯南町             | 昭和34年4月1日 日南町                                             | 日南町                             | 日南町        |
| 山裏村       | 明治10年 笠木村        | 山上村                      | 山上村                   | 山上村                      | 昭和30年5月20日 伯南町             | 昭和34年4月1日 日南町                                             | 日南町                             | 日南町        |
| 潤谷村       | 明治10年 福寿実村      | 山上村                      | 山上村                   | 山上村                      | 昭和30年5月20日 伯南町             | 昭和34年4月1日 日南町                                             | 日南町                             | 日南町        |
| 狩屋原村     | 明治10年 福寿実村      | 山上村                      | 山上村                   | 山上村                      | 昭和30年5月20日 伯南町             | 昭和34年4月1日 日南町                                             | 日南町                             | 日南町        |
| 小濁村       | 明治10年 福寿実村      | 山上村                      | 山上村                   | 山上村                      | 昭和30年5月20日 伯南町             | 昭和34年4月1日 日南町                                             | 日南町                             | 日南町        |
| 狩場村       | 明治10年 福万来村      | 山上村                      | 山上村                   | 山上村                      | 昭和30年5月20日 伯南町             | 昭和34年4月1日 日南町                                             | 日南町                             | 日南町        |
| 二部村       | 明治10年 福万来村      | 山上村                      | 山上村                   | 山上村                      | 昭和30年5月20日 伯南町             | 昭和34年4月1日 日南町                                             | 日南町                             | 日南町        |
| 見田村       | 明治10年 福万来村      | 山上村                      | 山上村                   | 山上村                      | 昭和30年5月20日 伯南町             | 昭和34年4月1日 日南町                                             | 日南町                             | 日南町        |
| 尾郷村       | 明治10年 福万来村      | 山上村                      | 山上村                   | 山上村                      | 昭和30年5月20日 伯南町             | 昭和34年4月1日 日南町                                             | 日南町                             | 日南町        |
| 下多田村     | 明治10年 福万来村      | 山上村                      | 山上村                   | 山上村                      | 昭和30年5月20日 伯南町             | 昭和34年4月1日 日南町                                             | 日南町                             | 日南町        |
| 葉侶村       | 明治10年 福万来村      | 山上村                      | 山上村                   | 山上村                      | 昭和30年5月20日 伯南町             | 昭和34年4月1日 日南町                                             | 日南町                             | 日南町        |
| 佐木谷村     | 佐木谷村               | 山上村                      | 山上村                   | 山上村                      | 昭和30年5月20日 伯南町             | 昭和34年4月1日 日南町                                             | 日南町                             | 日南町        |
| 多里宿       | 多里宿                 | 多里村                      | 多里村                   | 多里村                      | 多里村                             | 昭和34年4月1日 日南町                                             | 日南町                             | 日南町        |
| 萩原村       | 萩原村                 | 多里村                      | 多里村                   | 多里村                      | 多里村                             | 昭和34年4月1日 日南町                                             | 日南町                             | 日南町        |
| 上萩山村     | 上萩山村               | 多里村                      | 多里村                   | 多里村                      | 多里村                             | 昭和34年4月1日 日南町                                             | 日南町                             | 日南町        |
| 河本村       | 明治10年 湯河村        | 多里村                      | 多里村                   | 多里村                      | 多里村                             | 昭和34年4月1日 日南町                                             | 日南町                             | 日南町        |
| 湯谷村       | 明治10年 湯河村        | 多里村                      | 多里村                   | 多里村                      | 多里村                             | 昭和34年4月1日 日南町                                             | 日南町                             | 日南町        |
| 新屋村       | 明治10年 新屋村        | 多里村                      | 多里村                   | 多里村                      | 多里村                             | 昭和34年4月1日 日南町                                             | 日南町                             | 日南町        |
| 中園村       | 明治10年 新屋村        | 多里村                      | 多里村                   | 多里村                      | 多里村                             | 昭和34年4月1日 日南町                                             | 日南町                             | 日南町        |
| 野組村       | 明治10年 新屋村        | 多里村                      | 多里村                   | 多里村                      | 多里村                             | 昭和34年4月1日 日南町                                             | 日南町                             | 日南町        |
| 下石見村     | 下石見村               | 石見村                      | 大正元年12月28日 石見村  | 石見村                      | 石見村                             | 昭和34年4月1日 日南町                                             | 日南町                             | 日南町        |
| 駒崎村       | 明治10年 上石見村      | 石見村                      | 大正元年12月28日 石見村  | 石見村                      | 石見村                             | 昭和34年4月1日 日南町                                             | 日南町                             | 日南町        |
| 月瀬村       | 明治10年 上石見村      | 石見村                      | 大正元年12月28日 石見村  | 石見村                      | 石見村                             | 昭和34年4月1日 日南町                                             | 日南町                             | 日南町        |
| 下道場村     | 明治10年 上石見村      | 石見村                      | 大正元年12月28日 石見村  | 石見村                      | 石見村                             | 昭和34年4月1日 日南町                                             | 日南町                             | 日南町        |
| 山根村       | 明治10年 上石見村      | 石見村                      | 大正元年12月28日 石見村  | 石見村                      | 石見村                             | 昭和34年4月1日 日南町                                             | 日南町                             | 日南町        |
| 銀山村       | 明治10年 中石見村      | 石見村                      | 大正元年12月28日 石見村  | 石見村                      | 石見村                             | 昭和34年4月1日 日南町                                             | 日南町                             | 日南町        |
| 郡家村       | 明治10年 中石見村      | 石見村                      | 大正元年12月28日 石見村  | 石見村                      | 石見村                             | 昭和34年4月1日 日南町                                             | 日南町                             | 日南町        |
| 友広村       | 明治10年 中石見村      | 石見村                      | 大正元年12月28日 石見村  | 石見村                      | 石見村                             | 昭和34年4月1日 日南町                                             | 日南町                             | 日南町        |
| 是次村       | 明治10年 中石見村      | 石見村                      | 大正元年12月28日 石見村  | 石見村                      | 石見村                             | 昭和34年4月1日 日南町                                             | 日南町                             | 日南町        |
| 宗金村       | 明治10年 中石見村      | 石見村                      | 大正元年12月28日 石見村  | 石見村                      | 石見村                             | 昭和34年4月1日 日南町                                             | 日南町                             | 日南町        |
| 上野村       | 明治14年 改称 三吉村   | 石見村                      | 大正元年12月28日 石見村  | 石見村                      | 石見村                             | 昭和34年4月1日 日南町                                             | 日南町                             | 日南町        |
| 神戸上村     | 明治10年 神戸上村      | 福成村                      | 大正元年12月28日 石見村  | 石見村                      | 石見村                             | 昭和34年4月1日 日南町                                             | 日南町                             | 日南町        |
| 石原村       | 明治10年 神戸上村      | 福成村                      | 大正元年12月28日 石見村  | 石見村                      | 石見村                             | 昭和34年4月1日 日南町                                             | 日南町                             | 日南町        |
| 花口村       | 明治10年 花口村        | 福成村                      | 大正元年12月28日 石見村  | 石見村                      | 石見村                             | 昭和34年4月1日 日南町                                             | 日南町                             | 日南町        |
| 大原村       | 明治10年 花口村        | 福成村                      | 大正元年12月28日 石見村  | 石見村                      | 石見村                             | 昭和34年4月1日 日南町                                             | 日南町                             | 日南町        |
| 大坂村       | 明治10年 豊栄村        | 福栄村                      | 福栄村                   | 福栄村                      | 福栄村                             | 昭和34年4月1日 日南町                                             | 日南町                             | 日南町        |
| 上坂村       | 明治10年 豊栄村        | 福栄村                      | 福栄村                   | 福栄村                      | 福栄村                             | 昭和34年4月1日 日南町                                             | 日南町                             | 日南町        |
| 高代村       | 明治10年 福塚村        | 福栄村                      | 福栄村                   | 福栄村                      | 福栄村                             | 昭和34年4月1日 日南町                                             | 日南町                             | 日南町        |
| 宮田村       | 明治10年 福塚村        | 福栄村                      | 福栄村                   | 福栄村                      | 福栄村                             | 昭和34年4月1日 日南町                                             | 日南町                             | 日南町        |
| 白谷村       | 明治10年 福塚村        | 福栄村                      | 福栄村                   | 福栄村                      | 福栄村                             | 昭和34年4月1日 日南町                                             | 日南町                             | 日南町        |
| 井原村       | 明治10年 神福村        | 福栄村                      | 福栄村                   | 福栄村                      | 福栄村                             | 昭和34年4月1日 日南町                                             | 日南町                             | 日南町        |
| 中野村       | 明治10年 神福村        | 福栄村                      | 福栄村                   | 福栄村                      | 福栄村                             | 昭和34年4月1日 日南町                                             | 日南町                             | 日南町        |
| 神戸村       | 明治10年 神福村        | 福栄村                      | 福栄村                   | 福栄村                      | 福栄村                             | 昭和34年4月1日 日南町                                             | 日南町                             | 日南町        |
| 飛時原村     | 明治10年 神福村        | 福栄村                      | 福栄村                   | 福栄村                      | 福栄村                             | 昭和34年4月1日 日南町                                             | 日南町                             | 日南町        |
| 菅沢村       | 明治10年 菅沢村        | 菅沢村                      | 大正6年12月1日 大宮村    | 大宮村                      | 昭和30年6月30日 高宮村             | 昭和34年4月1日 日南町                                             | 日南町                             | 日南町        |
| 本山村       | 明治10年 菅沢村        | 菅沢村                      | 大正6年12月1日 大宮村    | 大宮村                      | 昭和30年6月30日 高宮村             | 昭和34年4月1日 日南町                                             | 日南町                             | 日南町        |
| 大宮宿       | 明治10年 印賀宿        | 印賀村                      | 大正6年12月1日 大宮村    | 大宮村                      | 昭和30年6月30日 高宮村             | 昭和34年4月1日 日南町                                             | 日南町                             | 日南町        |
| 榎垣内村     | 明治10年 印賀宿        | 印賀村                      | 大正6年12月1日 大宮村    | 大宮村                      | 昭和30年6月30日 高宮村             | 昭和34年4月1日 日南町                                             | 日南町                             | 日南町        |
| 宝谷村       | 明治10年 宝谷村        | 印賀村                      | 大正6年12月1日 大宮村    | 大宮村                      | 昭和30年6月30日 高宮村             | 昭和34年4月1日 日南町                                             | 日南町                             | 日南町        |
| 阿太上村     | 明治10年 宝谷村        | 印賀村                      | 大正6年12月1日 大宮村    | 大宮村                      | 昭和30年6月30日 高宮村             | 昭和34年4月1日 日南町                                             | 日南町                             | 日南町        |
| 折渡村       | 折渡村                 | 印賀村                      | 大正6年12月1日 大宮村    | 大宮村                      | 昭和30年6月30日 高宮村             | 昭和34年4月1日 日南町                                             | 日南町                             | 日南町        |
| 下阿毘縁村   | 明治10年 下阿毘縁村    | 阿毘縁村                    | 阿毘縁村                 | 阿毘縁村                    | 昭和30年6月30日 高宮村             | 昭和34年4月1日 日南町                                             | 日南町                             | 日南町        |
| 砺波村       | 明治10年 下阿毘縁村    | 阿毘縁村                    | 阿毘縁村                 | 阿毘縁村                    | 昭和30年6月30日 高宮村             | 昭和34年4月1日 日南町                                             | 日南町                             | 日南町        |
| 大菅村       | 明治10年 阿毘縁村      | 阿毘縁村                    | 阿毘縁村                 | 阿毘縁村                    | 昭和30年6月30日 高宮村             | 昭和34年4月1日 日南町                                             | 日南町                             | 日南町        |
| 上阿毘縁村   | 明治10年 阿毘縁村      | 阿毘縁村                    | 阿毘縁村                 | 阿毘縁村                    | 昭和30年6月30日 高宮村             | 昭和34年4月1日 日南町                                             | 日南町                             | 日南町        |
| 江尾宿       | 江尾宿                 | 江尾村                      | 江尾村                   | 昭和22年10月1日 町制 江尾町 | 昭和28年6月1日 江府町              | 江府町                                                            | 江府町                             | 江府町        |
| 小江尾村     | 小江尾村               | 江尾村                      | 江尾村                   | 昭和22年10月1日 町制 江尾町 | 昭和28年6月1日 江府町              | 江府町                                                            | 江府町                             | 江府町        |
| 久連村       | 久連村                 | 江尾村                      | 江尾村                   | 昭和22年10月1日 町制 江尾町 | 昭和28年6月1日 江府町              | 江府町                                                            | 江府町                             | 江府町        |
| 佐川村       | 佐川村                 | 江尾村                      | 江尾村                   | 昭和22年10月1日 町制 江尾町 | 昭和28年6月1日 江府町              | 江府町                                                            | 江府町                             | 江府町        |
| 柿原村       | 柿原村                 | 江尾村                      | 江尾村                   | 昭和22年10月1日 町制 江尾町 | 昭和28年6月1日 江府町              | 江府町                                                            | 江府町                             | 江府町        |
| 御机村       | 御机村                 | 米沢村                      | 米沢村                   | 米沢村                      | 昭和28年6月1日 江府町              | 江府町                                                            | 江府町                             | 江府町        |
| 下蚊屋村     | 下蚊屋村               | 米沢村                      | 米沢村                   | 米沢村                      | 昭和28年6月1日 江府町              | 江府町                                                            | 江府町                             | 江府町        |
| 助沢村       | 助沢村                 | 米沢村                      | 米沢村                   | 米沢村                      | 昭和28年6月1日 江府町              | 江府町                                                            | 江府町                             | 江府町        |
| 杉谷村       | 杉谷村                 | 米沢村                      | 米沢村                   | 米沢村                      | 昭和28年6月1日 江府町              | 江府町                                                            | 江府町                             | 江府町        |
| 貝田村       | 貝田村                 | 米沢村                      | 米沢村                   | 米沢村                      | 昭和28年6月1日 江府町              | 江府町                                                            | 江府町                             | 江府町        |
| 宮市村       | 宮市村                 | 米沢村                      | 米沢村                   | 米沢村                      | 昭和28年6月1日 江府町              | 江府町                                                            | 江府町                             | 江府町        |
| 無用村       | 明治10年 美用村        | 米沢村                      | 米沢村                   | 米沢村                      | 昭和28年6月1日 江府町              | 江府町                                                            | 江府町                             | 江府町        |
| 栗尾村       | 明治10年 美用村        | 米沢村                      | 米沢村                   | 米沢村                      | 昭和28年6月1日 江府町              | 江府町                                                            | 江府町                             | 江府町        |
| 下安井村     | 下安井村               | 神奈川村                    | 神奈川村                 | 神奈川村                    | 昭和28年6月1日 江府町              | 江府町                                                            | 江府町                             | 江府町        |
| 洲河崎村     | 洲河崎村               | 神奈川村                    | 神奈川村                 | 神奈川村                    | 昭和28年6月1日 江府町              | 江府町                                                            | 江府町                             | 江府町        |
| 武庫村       | 明治10年 武庫村        | 神奈川村                    | 神奈川村                 | 神奈川村                    | 昭和28年6月1日 江府町              | 江府町                                                            | 江府町                             | 江府町        |
| 半ノ上村     | 明治10年 武庫村        | 神奈川村                    | 神奈川村                 | 神奈川村                    | 昭和28年6月1日 江府町              | 江府町                                                            | 江府町                             | 江府町        |
| 俣野村       | 明治10年 俣野村        | 神奈川村                    | 神奈川村                 | 神奈川村                    | 昭和28年6月1日 江府町              | 江府町                                                            | 江府町                             | 江府町        |
| 福谷村       | 明治10年 俣野村        | 神奈川村                    | 神奈川村                 | 神奈川村                    | 昭和28年6月1日 江府町              | 江府町                                                            | 江府町                             | 江府町        |
| 大河原村     | 大河原村               | 米原村                      | 大正7年4月1日 日光村     | 日光村                      | 昭和29年4月1日 江府町に編入        | 江府町                                                            | 江府町                             | 江府町        |
| 吉原村       | 吉原村                 | 米原村                      | 大正7年4月1日 日光村     | 日光村                      | 昭和29年4月1日 江府町に編入        | 江府町                                                            | 江府町                             | 江府町        |
| 栃原村       | 栃原村                 | 米原村                      | 大正7年4月1日 日光村     | 日光村                      | 昭和29年4月1日 溝口町              | 昭和59年5月1日 改称 溝口町 （みぞぐちちょう） →（みぞくちちょう） | 平成17年1月1日 西伯郡 伯耆町の一部 | 西伯郡 伯耆町 |
| 大滝村       | 大滝村                 | 米原村                      | 大正7年4月1日 日光村     | 日光村                      | 昭和29年4月1日 溝口町              | 昭和59年5月1日 改称 溝口町 （みぞぐちちょう） →（みぞくちちょう） | 平成17年1月1日 西伯郡 伯耆町の一部 | 西伯郡 伯耆町 |
| 大坂村       | 大坂村                 | 金沢村                      | 大正7年4月1日 日光村     | 日光村                      | 昭和29年4月1日 溝口町              | 昭和59年5月1日 改称 溝口町 （みぞぐちちょう） →（みぞくちちょう） | 平成17年1月1日 西伯郡 伯耆町の一部 | 西伯郡 伯耆町 |
| 富江村       | 富江村                 | 金沢村                      | 大正7年4月1日 日光村     | 日光村                      | 昭和29年4月1日 溝口町              | 昭和59年5月1日 改称 溝口町 （みぞぐちちょう） →（みぞくちちょう） | 平成17年1月1日 西伯郡 伯耆町の一部 | 西伯郡 伯耆町 |
| 添谷村       | 添谷村                 | 金沢村                      | 大正7年4月1日 日光村     | 日光村                      | 昭和29年4月1日 溝口町              | 昭和59年5月1日 改称 溝口町 （みぞぐちちょう） →（みぞくちちょう） | 平成17年1月1日 西伯郡 伯耆町の一部 | 西伯郡 伯耆町 |
| 大内村       | 大内村                 | 金沢村                      | 大正7年4月1日 日光村     | 日光村                      | 昭和29年4月1日 溝口町              | 昭和59年5月1日 改称 溝口町 （みぞぐちちょう） →（みぞくちちょう） | 平成17年1月1日 西伯郡 伯耆町の一部 | 西伯郡 伯耆町 |
| 末鎌村       | 明治10年 福兼村        | 金沢村                      | 大正7年4月1日 日光村     | 日光村                      | 昭和29年4月1日 溝口町              | 昭和59年5月1日 改称 溝口町 （みぞぐちちょう） →（みぞくちちょう） | 平成17年1月1日 西伯郡 伯耆町の一部 | 西伯郡 伯耆町 |
| 福永村       | 明治10年 福兼村        | 金沢村                      | 大正7年4月1日 日光村     | 日光村                      | 昭和29年4月1日 溝口町              | 昭和59年5月1日 改称 溝口町 （みぞぐちちょう） →（みぞくちちょう） | 平成17年1月1日 西伯郡 伯耆町の一部 | 西伯郡 伯耆町 |
| 溝口宿       | 溝口宿                 | 溝口村                      | 大正3年2月1日 溝口村     | 昭和6年10月1日 溝口町       | 昭和29年4月1日 溝口町              | 昭和59年5月1日 改称 溝口町 （みぞぐちちょう） →（みぞくちちょう） | 平成17年1月1日 西伯郡 伯耆町の一部 | 西伯郡 伯耆町 |
| 大倉村       | 大倉村                 | 溝口村                      | 大正3年2月1日 溝口村     | 昭和6年10月1日 溝口町       | 昭和29年4月1日 溝口町              | 昭和59年5月1日 改称 溝口町 （みぞぐちちょう） →（みぞくちちょう） | 平成17年1月1日 西伯郡 伯耆町の一部 | 西伯郡 伯耆町 |
| 長山村       | 長山村                 | 溝口村                      | 大正3年2月1日 溝口村     | 昭和6年10月1日 溝口町       | 昭和29年4月1日 溝口町              | 昭和59年5月1日 改称 溝口町 （みぞぐちちょう） →（みぞくちちょう） | 平成17年1月1日 西伯郡 伯耆町の一部 | 西伯郡 伯耆町 |
| 大江村       | 大江村                 | 溝口村                      | 大正3年2月1日 溝口村     | 昭和6年10月1日 溝口町       | 昭和29年4月1日 溝口町              | 昭和59年5月1日 改称 溝口町 （みぞぐちちょう） →（みぞくちちょう） | 平成17年1月1日 西伯郡 伯耆町の一部 | 西伯郡 伯耆町 |
| 谷川村       | 谷川村                 | 溝口村                      | 大正3年2月1日 溝口村     | 昭和6年10月1日 溝口町       | 昭和29年4月1日 溝口町              | 昭和59年5月1日 改称 溝口町 （みぞぐちちょう） →（みぞくちちょう） | 平成17年1月1日 西伯郡 伯耆町の一部 | 西伯郡 伯耆町 |
| 無坂村       | 明治10年 上野村        | 溝口村                      | 大正3年2月1日 溝口村     | 昭和6年10月1日 溝口町       | 昭和29年4月1日 溝口町              | 昭和59年5月1日 改称 溝口町 （みぞぐちちょう） →（みぞくちちょう） | 平成17年1月1日 西伯郡 伯耆町の一部 | 西伯郡 伯耆町 |
| 立岩村       | 明治10年 上野村        | 溝口村                      | 大正3年2月1日 溝口村     | 昭和6年10月1日 溝口町       | 昭和29年4月1日 溝口町              | 昭和59年5月1日 改称 溝口町 （みぞぐちちょう） →（みぞくちちょう） | 平成17年1月1日 西伯郡 伯耆町の一部 | 西伯郡 伯耆町 |
| 塚原村       | 明治10年 上野村        | 溝口村                      | 大正3年2月1日 溝口村     | 昭和6年10月1日 溝口町       | 昭和29年4月1日 溝口町              | 昭和59年5月1日 改称 溝口町 （みぞぐちちょう） →（みぞくちちょう） | 平成17年1月1日 西伯郡 伯耆町の一部 | 西伯郡 伯耆町 |
| 宮原村       | 宮原村                 | 溝口村                      | 大正3年2月1日 溝口村     | 昭和6年10月1日 溝口町       | 昭和29年4月1日 溝口町              | 昭和59年5月1日 改称 溝口町 （みぞぐちちょう） →（みぞくちちょう） | 平成17年1月1日 西伯郡 伯耆町の一部 | 西伯郡 伯耆町 |
| 白水村       | 白水村                 | 栄村                        | 大正3年2月1日 溝口村     | 昭和6年10月1日 溝口町       | 昭和29年4月1日 溝口町              | 昭和59年5月1日 改称 溝口町 （みぞぐちちょう） →（みぞくちちょう） | 平成17年1月1日 西伯郡 伯耆町の一部 | 西伯郡 伯耆町 |
| 根雨原村     | 根雨原村               | 栄村                        | 大正3年2月1日 溝口村     | 昭和6年10月1日 溝口町       | 昭和29年4月1日 溝口町              | 昭和59年5月1日 改称 溝口町 （みぞぐちちょう） →（みぞくちちょう） | 平成17年1月1日 西伯郡 伯耆町の一部 | 西伯郡 伯耆町 |
| 岩立村       | 岩立村                 | 金岩村                      | 大正3年2月1日 溝口村     | 昭和6年10月1日 溝口町       | 昭和29年4月1日 溝口町              | 昭和59年5月1日 改称 溝口町 （みぞぐちちょう） →（みぞくちちょう） | 平成17年1月1日 西伯郡 伯耆町の一部 | 西伯郡 伯耆町 |
| 金屋谷村     | 金屋谷村               | 金岩村                      | 大正3年2月1日 溝口村     | 昭和6年10月1日 溝口町       | 昭和29年4月1日 溝口町              | 昭和59年5月1日 改称 溝口町 （みぞぐちちょう） →（みぞくちちょう） | 平成17年1月1日 西伯郡 伯耆町の一部 | 西伯郡 伯耆町 |
| 父原村       | 父原村                 | 旭村                        | 旭村                     | 昭和6年10月1日 溝口町       | 昭和29年4月1日 溝口町              | 昭和59年5月1日 改称 溝口町 （みぞぐちちょう） →（みぞくちちょう） | 平成17年1月1日 西伯郡 伯耆町の一部 | 西伯郡 伯耆町 |
| 荘村         | 荘村                   | 旭村                        | 旭村                     | 昭和6年10月1日 溝口町       | 昭和29年4月1日 溝口町              | 昭和59年5月1日 改称 溝口町 （みぞぐちちょう） →（みぞくちちょう） | 平成17年1月1日 西伯郡 伯耆町の一部 | 西伯郡 伯耆町 |
| 中祖村       | 中祖村                 | 旭村                        | 旭村                     | 昭和6年10月1日 溝口町       | 昭和29年4月1日 溝口町              | 昭和59年5月1日 改称 溝口町 （みぞぐちちょう） →（みぞくちちょう） | 平成17年1月1日 西伯郡 伯耆町の一部 | 西伯郡 伯耆町 |
| 宇代村       | 宇代村                 | 旭村                        | 旭村                     | 昭和6年10月1日 溝口町       | 昭和29年4月1日 溝口町              | 昭和59年5月1日 改称 溝口町 （みぞぐちちょう） →（みぞくちちょう） | 平成17年1月1日 西伯郡 伯耆町の一部 | 西伯郡 伯耆町 |
| 古市村       | 古市村                 | 旭村                        | 旭村                     | 昭和6年10月1日 溝口町       | 昭和29年4月1日 溝口町              | 昭和59年5月1日 改称 溝口町 （みぞぐちちょう） →（みぞくちちょう） | 平成17年1月1日 西伯郡 伯耆町の一部 | 西伯郡 伯耆町 |
| 二部宿       | 二部宿                 | 二部村                      | 大正10年12月1日 二部村   | 二部村                      | 昭和29年4月1日 溝口町              | 昭和59年5月1日 改称 溝口町 （みぞぐちちょう） →（みぞくちちょう） | 平成17年1月1日 西伯郡 伯耆町の一部 | 西伯郡 伯耆町 |
| 畑中村       | 明治11年 畑池村        | 二部村                      | 大正10年12月1日 二部村   | 二部村                      | 昭和29年4月1日 溝口町              | 昭和59年5月1日 改称 溝口町 （みぞぐちちょう） →（みぞくちちょう） | 平成17年1月1日 西伯郡 伯耆町の一部 | 西伯郡 伯耆町 |
| 池田村       | 明治11年 畑池村        | 二部村                      | 大正10年12月1日 二部村   | 二部村                      | 昭和29年4月1日 溝口町              | 昭和59年5月1日 改称 溝口町 （みぞぐちちょう） →（みぞくちちょう） | 平成17年1月1日 西伯郡 伯耆町の一部 | 西伯郡 伯耆町 |
| 郷原村       | 明治11年 福岡村        | 二部村                      | 大正10年12月1日 二部村   | 二部村                      | 昭和29年4月1日 溝口町              | 昭和59年5月1日 改称 溝口町 （みぞぐちちょう） →（みぞくちちょう） | 平成17年1月1日 西伯郡 伯耆町の一部 | 西伯郡 伯耆町 |
| 下代村       | 明治11年 福岡村        | 二部村                      | 大正10年12月1日 二部村   | 二部村                      | 昭和29年4月1日 溝口町              | 昭和59年5月1日 改称 溝口町 （みぞぐちちょう） →（みぞくちちょう） | 平成17年1月1日 西伯郡 伯耆町の一部 | 西伯郡 伯耆町 |
| 上代村       | 明治11年 福岡村        | 二部村                      | 大正10年12月1日 二部村   | 二部村                      | 昭和29年4月1日 溝口町              | 昭和59年5月1日 改称 溝口町 （みぞぐちちょう） →（みぞくちちょう） | 平成17年1月1日 西伯郡 伯耆町の一部 | 西伯郡 伯耆町 |
| 三部村       | 三部村                 | 野上村                      | 大正10年12月1日 二部村   | 二部村                      | 昭和29年4月1日 溝口町              | 昭和59年5月1日 改称 溝口町 （みぞぐちちょう） →（みぞくちちょう） | 平成17年1月1日 西伯郡 伯耆町の一部 | 西伯郡 伯耆町 |
| 福吉村       | 福吉村                 | 野上村                      | 大正10年12月1日 二部村   | 二部村                      | 昭和29年4月1日 溝口町              | 昭和59年5月1日 改称 溝口町 （みぞぐちちょう） →（みぞくちちょう） | 平成17年1月1日 西伯郡 伯耆町の一部 | 西伯郡 伯耆町 |
| 福島村       | 福島村                 | 野上村                      | 大正10年12月1日 二部村   | 二部村                      | 昭和29年4月1日 溝口町              | 昭和59年5月1日 改称 溝口町 （みぞぐちちょう） →（みぞくちちょう） | 平成17年1月1日 西伯郡 伯耆町の一部 | 西伯郡 伯耆町 |
| 船越村       | 船越村                 | 野上村                      | 大正10年12月1日 二部村   | 二部村                      | 昭和29年4月1日 溝口町              | 昭和59年5月1日 改称 溝口町 （みぞぐちちょう） →（みぞくちちょう） | 平成17年1月1日 西伯郡 伯耆町の一部 | 西伯郡 伯耆町 |
| 焼杉村       | 焼杉村                 | 野上村                      | 大正10年12月1日 二部村   | 二部村                      | 昭和29年4月1日 溝口町              | 昭和59年5月1日 改称 溝口町 （みぞぐちちょう） →（みぞくちちょう） | 平成17年1月1日 西伯郡 伯耆町の一部 | 西伯郡 伯耆町 |
| 藤屋村       | 明治10年 福居村        | 野上村                      | 大正10年12月1日 二部村   | 二部村                      | 昭和29年4月1日 溝口町              | 昭和59年5月1日 改称 溝口町 （みぞぐちちょう） →（みぞくちちょう） | 平成17年1月1日 西伯郡 伯耆町の一部 | 西伯郡 伯耆町 |
| 須鎌村       | 明治10年 福居村        | 野上村                      | 大正10年12月1日 二部村   | 二部村                      | 昭和29年4月1日 溝口町              | 昭和59年5月1日 改称 溝口町 （みぞぐちちょう） →（みぞくちちょう） | 平成17年1月1日 西伯郡 伯耆町の一部 | 西伯郡 伯耆町 |
| 上名村       | 明治10年 福居村        | 野上村                      | 大正10年12月1日 二部村   | 二部村                      | 昭和29年4月1日 溝口町              | 昭和59年5月1日 改称 溝口町 （みぞぐちちょう） →（みぞくちちょう） | 平成17年1月1日 西伯郡 伯耆町の一部 | 西伯郡 伯耆町 |
| 丸山村       | 丸山村                 | 吉寿村                      | 明治45年1月1日 八郷村    | 八郷村                      | 昭和30年3月31日 西伯郡岸本町の一部 | 西伯郡岸本町                                                      | 平成17年1月1日 西伯郡 伯耆町の一部 | 西伯郡 伯耆町 |
| 小林村       | 小林村                 | 吉寿村                      | 明治45年1月1日 八郷村    | 八郷村                      | 昭和30年3月31日 西伯郡岸本町の一部 | 西伯郡岸本町                                                      | 平成17年1月1日 西伯郡 伯耆町の一部 | 西伯郡 伯耆町 |
| 大原村       | 大原村                 | 吉寿村                      | 明治45年1月1日 八郷村    | 八郷村                      | 昭和30年3月31日 西伯郡岸本町の一部 | 西伯郡岸本町                                                      | 平成17年1月1日 西伯郡 伯耆町の一部 | 西伯郡 伯耆町 |
| 真野村       | 真野村                 | 吉寿村                      | 明治45年1月1日 八郷村    | 八郷村                      | 昭和30年3月31日 西伯郡岸本町の一部 | 西伯郡岸本町                                                      | 平成17年1月1日 西伯郡 伯耆町の一部 | 西伯郡 伯耆町 |
| 須村         | 須村                   | 吉寿村                      | 明治45年1月1日 八郷村    | 八郷村                      | 昭和30年3月31日 西伯郡岸本町の一部 | 西伯郡岸本町                                                      | 平成17年1月1日 西伯郡 伯耆町の一部 | 西伯郡 伯耆町 |
| 番原村       | 番原村                 | 日吉村                      | 明治45年1月1日 八郷村    | 八郷村                      | 昭和30年3月31日 西伯郡岸本町の一部 | 西伯郡岸本町                                                      | 平成17年1月1日 西伯郡 伯耆町の一部 | 西伯郡 伯耆町 |
| 久古村       | 久古村                 | 日吉村                      | 明治45年1月1日 八郷村    | 八郷村                      | 昭和30年3月31日 西伯郡岸本町の一部 | 西伯郡岸本町                                                      | 平成17年1月1日 西伯郡 伯耆町の一部 | 西伯郡 伯耆町 |
| 清山村       | 明治10年 清原村        | 日吉村                      | 明治45年1月1日 八郷村    | 八郷村                      | 昭和30年3月31日 西伯郡岸本町の一部 | 西伯郡岸本町                                                      | 平成17年1月1日 西伯郡 伯耆町の一部 | 西伯郡 伯耆町 |
| 原村         | 明治10年 清原村        | 日吉村                      | 明治45年1月1日 八郷村    | 八郷村                      | 昭和30年3月31日 西伯郡岸本町の一部 | 西伯郡岸本町                                                      | 平成17年1月1日 西伯郡 伯耆町の一部 | 西伯郡 伯耆町 |
| 別所村       | 明治10年 改称 口別所村 | 日吉村                      | 明治45年1月1日 八郷村    | 八郷村                      | 昭和30年3月31日 西伯郡岸本町の一部 | 西伯郡岸本町                                                      | 平成17年1月1日 西伯郡 伯耆町の一部 | 西伯郡 伯耆町 |
| 会見郡福岡村 | 会見郡福岡村           | 日吉村                      | 明治45年1月1日 八郷村    | 八郷村                      | 昭和30年3月31日 西伯郡岸本町の一部 | 西伯郡岸本町                                                      | 平成17年1月1日 西伯郡 伯耆町の一部 | 西伯郡 伯耆町 |

## 行政
島根県日野郡長
| 代 | 氏名 | 就任年月日                | 退任年月日                | 備考         |
| -- | ---- | ------------------------- | ------------------------- | ------------ |
| 1  |      | 明治12年（1879年）1月12日 |                           |              |
|    |      |                           | 明治14年（1881年）9月11日 | 鳥取県に移管 |

鳥取県日野郡長
| 代 | 氏名 | 就任年月日                | 退任年月日                | 備考                   |
| -- | ---- | ------------------------- | ------------------------- | ---------------------- |
| 1  |      | 明治14年（1881年）9月12日 |                           |                        |
|    |      |                           | 大正15年（1926年）6月30日 | 郡役所廃止により、廃官 |

## 関連文献
- 日野郡史編纂委員 編『日野郡史. 上巻』日野郡自治協会、1926年。NDLJP:1020159。
- 日野郡史編纂委員 編『日野郡史. 下巻』日野郡自治協会、1926年。NDLJP:1020188。